# Shu-Aib Walters
Shu-Aib Walters (Ciudad del Cabo, Sudáfrica, 26 de diciembre de 1981) es un exfutbolista sudafricano que jugaba como guardameta.

## Selección nacional
Fue convocado por la selección sudafricana como tercer portero para la Copa Mundial de 2010, donde su país fue organizador.

### Participaciones en Copas del Mundo
| Mundial                        | Sede      | Resultado      | Partidos | Goles |
| ------------------------------ | --------- | -------------- | -------- | ----- |
| Copa Mundial de Fútbol de 2010 | Sudáfrica | Fase de grupos | 0        | 0     |

## Clubes
| Club                         | País      | Año       |
| ---------------------------- | --------- | --------- |
| Clyde Pinelands              | Sudáfrica | 2004-2005 |
| Vasco da Gama                | Sudáfrica | 2005-2006 |
| Bloemfontein Celtic          | Sudáfrica | 2006-2010 |
| → Maritzburg United (cedido) | Sudáfrica | 2010      |
| Maritzburg United            | Sudáfrica | 2010-2015 |
| Cape Town City               | Sudáfrica | 2015-2018 |
| Ajax Cape Town               | Sudáfrica | 2018-2019 |

## Palmarés

### Campeonatos nacionales
| Título          | Club           | País      | Año  |
| --------------- | -------------- | --------- | ---- |
| Copa de la Liga | Cape Town City | Sudáfrica | 2016 |